# Uwe Krechel
Uwe H. Krechel (* 24. April 1956 in Bonn) ist ein deutscher Rechtsanwalt und Schauspieler.

## Leben und Wirken
Nach dem Studium der Rechtswissenschaften und der Soziologie zwischen 1978 und 1982 an den Universitäten Bonn, Köln, Bochum und Paris machte Uwe Krechel sein erstes Juristisches Staatsexamen. Zwischen 1982 und 1985 arbeitete er im Referendardienst im Oberlandesgerichtsbereich Köln. Anschließend schloss Krechel sein zweites Juristisches Staatsexamen ab.
In der Folgezeit war Uwe Krechel als Strafverteidiger in der Kanzlei von Dr. Heinz Westerwelle & Partner tätig. Von 1985 bis 1986 war er zudem wissenschaftlicher Assistent an der Ruhr-Universität-Bochum. Von 1986 bis 1987 war Krechel Regierungsrat für den Bundesminister des Innern. Im Jahr 1987 erhielt er seine Zulassung als Rechtsanwalt am Landgericht Bonn. Im Jahr 1990 gründete Uwe Krechel gemeinsam mit Thomas Ohm die Kanzleigemeinschaft Krechel, Ohm & Partner (heute Kanzlei Krechel – Ohm – Piel) mit Sitz in Bonn.
Von 1990 bis 1992 war er zudem Dozent an der Fachhochschule für öffentliche Verwaltung Köln, Abteilung Polizei. Von 1997 bis 1999 war er als Mitbegründer des Unternehmens Mediations- und Kommunikationsberatung Dr. Schröder als Trainer für Konfliktbereinigung im Personalbereich tätig, seit 2001 hat er eine Dozentur für Konfliktkommunikation bei der Akademie für Management-Kommunikation und Redenschreiben in Bonn. 1998 erfolgte die Weiterbildung zum Fachanwalt für Strafrecht, 2002 die zum Fachanwalt für Steuerrecht.
Krechel war einer der festen Anwälte in der Gerichtsshow Richterin Barbara Salesch auf Sat.1. Auch sein Sozius Thomas Ohm war einige Zeit lang Teil der Besetzung für die Verteidigung in der Show. Trotz seiner Arbeit als Schauspieler ist Krechel auch weiterhin hauptberuflich als Rechtsanwalt tätig. Bekannte reale Fälle sind unter anderem die Vertretung des Mörders der 14-jährigen Hannah aus Königswinter im Jahr 2007 und der 18-jährigen Anna, die 2009 die Täterin bei den Vorbereitungen zum „Amoklauf von Sankt Augustin“ überraschte und von ihr mit einem Schwert schwer verletzt wurde. Krechel vertrat als Verteidiger auch den Angeklagten im Mordfall Johanna Bohnacker, einen der angeklagten Häftlinge nach dem Mord in der Justizvollzugsanstalt Siegburg sowie den Rechtsextremisten Thomas Adolf.
Uwe Krechel ist verheiratet und hat zwei Söhne.

## Werke
- Mördermann: Ich verteidige Menschen, nicht ihre Taten. Heyne Verlag 2011, ISBN 3453200101.